# Associazione Sportiva Roma 2018-2019
Questa voce raccoglie le informazioni riguardanti l'Associazione Sportiva Roma nelle competizioni ufficiali della stagione 2018-2019.

## Stagione

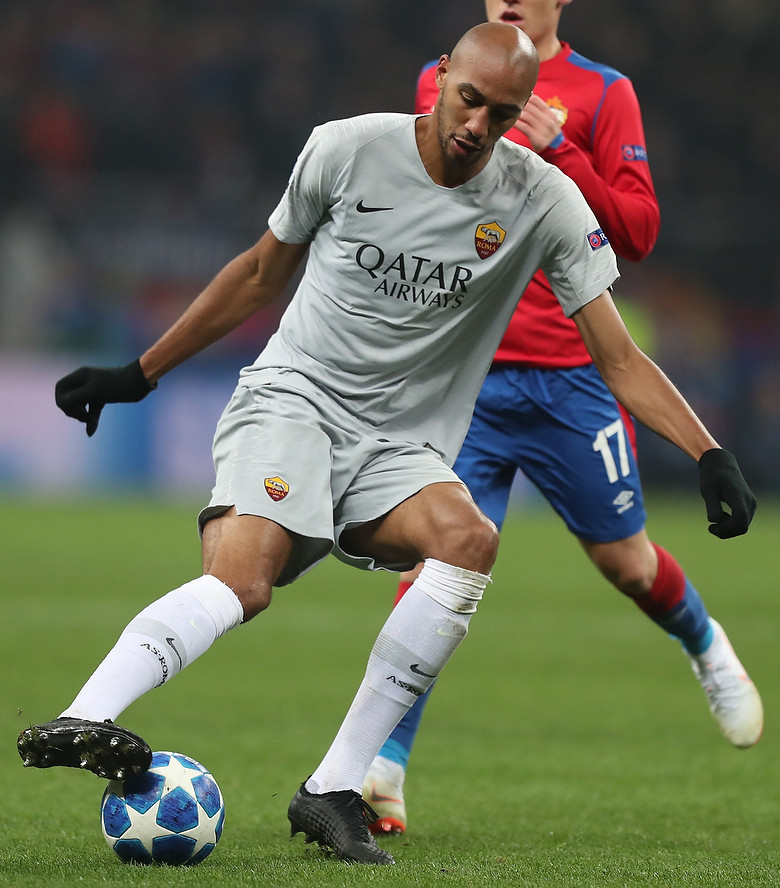
Il nuovo acquisto Steven Nzonzi, proveniente dal Siviglia.

Eusebio Di Francesco è confermato alla guida dei capitolini, ma il suo posto viene messo in discussione dai primi risultati negativi che la squadra riporta in campionato e Champions League. A partire dal mese di ottobre, la formazione riesce tuttavia ad incrementare il proprio rendimento: alla ripresa sul fronte nazionale si associa un buon comportamento anche a livello europeo, con i giallorossi che accedono alla seconda fase dietro il Real Madrid. Terminato il girone di andata al quinto posto, la Lupa esordisce in Coppa Italia con una facile vittoria sull'Entella: il cammino si arresta già nei quarti di finale, a causa del pesante 7-1 rimediato dalla Fiorentina. La parentesi negativa si acuisce con l'Europa, dove la Roma è sconfitta dal Porto: il successo di misura dell'andata viene ribaltato nel ritorno, con i lusitani che si impongono nei supplementari.
In seguito all'eliminazione dal torneo, la società decide per l'esonero del tecnico e richiama Claudio Ranieri, che sigla un accordo valido fino al 30 giugno 2019. Ormai priva di obiettivi da raggiungere, all'infuori di un piazzamento in chiave continentale, la squadra prepara inoltre l'addio al capitano De Rossi: l'ultima partita del centrocampista coincide con la chiusura del campionato, a due anni dal ritiro di Totti. La vittoria per 2-1 contro il Parma vale il sesto posto, con la qualificazione per l'Europa League.

## Divise e sponsor
Lo sponsor tecnico è Nike, il main sponsor è Qatar Airways, mentre il back sponsor in campionato e nelle coppe nazionali è Hyundai; infine le squadre giovanili presentano Linkem come jersey sponsor.
La divisa primaria della Roma è costituita da maglia rossa con colletto giallo, pantaloncini rossi e calzettoni gialli con banda orizzontale rossa. La seconda divisa è interamente grigia, ad eccezione dei calzettoni (più chiari con banda grigia) e di una fascia giallorossa verticale posteriore nel colletto, nella quale è presente anche il "lupetto" di Piero Gratton. Il 31 agosto 2018 viene presentata la terza divisa, costituita da maglia gialla decorata con la cartina di Roma, pantaloncini gialli e calzettoni rossi bordati di giallo. Il 26 maggio 2019, in occasione di Roma-Parma, viene indossata la divisa utilizzata nella stagione successiva, la quale è composta da maglia rossa con dettagli a forma di fulmine in giallo, calzoncini bianchi e calzettoni rossi con dettagli in giallo.
| Casa | Casa (alternativa) | Casa (38ª Serie A) | Trasferta | Terza divisa |

Sono disponibili quattro divise per portieri: una nera con decorazioni rosa e verdi, una gialla con decorazioni nere e verdi, una viola con decorazioni verde fluorecente, una verde con dettagli arancioni e neri.
| 1ª portiere | 2ª portiere | 3ª portiere | 4ª portiere |

## Organigramma societario
Di seguito l'organigramma societario.
Area direttiva
- Presidente: James Pallotta
- Vicepresidente esecutivo: Mauro Baldissoni
- Amministratore delegato: Umberto Gandini (fino al 27 settembre 2018), Guido Fienga (dal 24 gennaio 2019)
- Chief Executive officer: Guido Fienga
- Consiglieri: Charlotte Beers, Gianluca Cambareri, Richard D'Amore, John Galantic, Paul Edgerley, Stanley Gold,[34] Mia Hamm, Cristina Mazzamuro, Benedetta Navarra, Cam Neely, Barry Sternlicht, Alba Tull, Gregory Martin[35]
- Presidente del collegio sindacale: Claudia Cattani
- Sindaci effettivi del collegio sindacale: Massimo Gambini, Pietro Mastrapasqua
- Sindaci supplenti del collegio sindacale: Riccardo Gabrielli, Manuela Patrizi
- Società di revisione: BDO SpA
- Team manager: Morgan De Sanctis

Area tecnica
- Direttore sportivo: Monchi (fino all'8 marzo 2019), poi Frederic Massara
- Allenatore: Eusebio Di Francesco, poi Claudio Ranieri[37]
- Allenatore in seconda: Francesco Tomei, poi Paolo Benetti[37]
- Collaboratori tecnici: Danilo Pierini, Stfano Romano, poi Carlo Cornacchia[37]
- Preparatori atletici: Nicardo Vizoco (fino a 7 marzo 2019), Luca Franceschi, Manrico Ferrari
- Preparatore portieri: Marco Savorani
- Video analyst: Simone Beccacciol

Area sanitaria
- Responsabile settore sanitario: Andrea Causarano
- Medico sociale: Riccardo Del Vescovo (fino all'8 marzo 2019)
- Fisioterapisti: Alessandro Cardini, Marco Esposito, Marco Ferrelli, Valerio Flammini, Damiano Stefanini

## Rosa
Di seguito la rosa.
| N. |                                 | Ruolo | Calciatore                  |
| -- | ------------------------------- | ----- | --------------------------- |
| 1  | Svezia (bandiera)               | P     | Robin Olsen                 |
| 2  | Paesi Bassi (bandiera)          | D     | Rick Karsdorp               |
| 3  | Italia (bandiera)               | D     | Luca Pellegrini             |
| 4  | Italia (bandiera)               | C     | Bryan Cristante             |
| 5  | Brasile (bandiera)              | D     | Juan Jesus                  |
| 6  | Paesi Bassi (bandiera)          | C     | Kevin Strootman             |
| 7  | Italia (bandiera)               | C     | Lorenzo Pellegrini          |
| 8  | Argentina (bandiera)            | C     | Diego Perotti               |
| 9  | Bosnia ed Erzegovina (bandiera) | A     | Edin Džeko                  |
| 11 | Serbia (bandiera)               | D     | Aleksandar Kolarov          |
| 14 | Rep. Ceca (bandiera)            | A     | Patrik Schick               |
| 15 | Spagna (bandiera)               | D     | Iván Marcano                |
| 16 | Italia (bandiera)               | C     | Daniele De Rossi (capitano) |
| 17 | Turchia (bandiera)              | C     | Cengiz Ünder                |
| 18 | Italia (bandiera)               | D     | Davide Santon               |

| N. |                        | Ruolo | Calciatore                          |
| -- | ---------------------- | ----- | ----------------------------------- |
| 19 | Croazia (bandiera)     | C     | Ante Ćorić                          |
| 20 | Argentina (bandiera)   | D     | Federico Fazio                      |
| 21 | Francia (bandiera)     | C     | Maxime Gonalons                     |
| 22 | Italia (bandiera)      | C     | Nicolò Zaniolo                      |
| 24 | Italia (bandiera)      | C     | Alessandro Florenzi (vice capitano) |
| 27 | Argentina (bandiera)   | C     | Javier Pastore                      |
| 28 | Francia (bandiera)     | D     | William Bianda                      |
| 34 | Paesi Bassi (bandiera) | A     | Justin Kluivert                     |
| 42 | Francia (bandiera)     | C     | Steven Nzonzi                       |
| 44 | Grecia (bandiera)      | D     | Kōstas Manōlas                      |
| 53 | Italia (bandiera)      | C     | Alessio Riccardi                    |
| 60 | Slovenia (bandiera)    | A     | Žan Celar                           |
| 63 | Brasile (bandiera)     | P     | Daniel Fuzato                       |
| 83 | Italia (bandiera)      | P     | Antonio Mirante                     |
| 92 | Italia (bandiera)      | A     | Stephan El Shaarawy                 |

## Calciomercato
Nella sessione estiva di calciomercato, il club capitolino assiste alla perdita di un veterano, Radja Nainggolan, ceduto ai rivali dell'Inter. Il direttore sportivo Monchi,con qualche cessione importante (oltre al belga partono anche Alisson e Strootman), mette a segno numerosi acquisti,tutti fallimentari, come il talento olandese Justin Kluivert, il portiere svedese Robin Olsen, il regista francese Steven Nzonzi e il trequartista argentino Javier Pastore. In fase di calciomercato, peraltro, la Roma resta invischiata in un vortice caotico che coinvolge anche il Bordeaux e il Barcellona, scatenatosi a causa della cessione del brasiliano Malcom.

### Sessione estiva(dall'1/7 al 17/8)
| Acquisti | Acquisti        | Acquisti            | Acquisti                                                                                              |
| R.       | Nome            | da                  | Modalità                                                                                              |
| -------- | --------------- | ------------------- | --- |
| P        | Antonio Mirante | Bologna             | definitivo (4 milioni €)                                                                              |
| P        | Robin Olsen     | Copenaghen          | definitivo (8,5 milioni € e bonus fino a 3,5 milioni €)                                               |
| P        | Daniel Fuzato   | Palmeiras           | definitivo                                                                                            |
| D        | William Bianda  | Lens                | definitivo (6 milioni € e bonus fino a 5 milioni €)                                                   |
| D        | Iván Marcano    | Porto               | definitivo                                                                                            |
| D        | Davide Santon   | Inter               | definitivo (9,5 milioni €)                                                                            |
| C        | Ante Ćorić      | Dinamo Zagabria     | definitivo (6 milioni € e almeno 2 milioni € di bonus)                                                |
| C        | Bryan Cristante | Atalanta            | prestito oneroso (5 milioni € con obbligo di riscatto di 15 milioni € e fino a 10 milioni € di bonus) |
| C        | Steven Nzonzi   | Siviglia            | definitivo (26,65 milioni € con bonus fino a 4 milioni €)                                             |
| C        | Javier Pastore  | Paris Saint-Germain | definitivo (24,7 milioni €)                                                                           |
| C        | Nicolò Zaniolo  | Inter               | definitivo (4,5 milioni €)                                                                            |
| A        | Justin Kluivert | Ajax                | definitivo (17,25 milioni € con bonus fino a 1,5 milioni €)                                           |
| A        | Edoardo Soleri  | Almería             | fine prestito                                                                                         |

| Cessioni | Cessioni         | Cessioni         | Cessioni                                                  |
| R.       | Nome             | a                | Modalità                                                  |
| -------- | ---------------- | ---------------- | --------------------------------------------------------- |
| P        | Alisson          | Liverpool        | definitivo (62,5 milioni € con bonus fino a 10 milioni €) |
| P        | Bogdan Lobonț    | -                | ritiro                                                    |
| P        | Łukasz Skorupski | Bologna          | definitivo (9 milioni € con bonus fino a 1 milione €)     |
| D        | Bruno Peres      | San Paolo        | prestito con diritto di riscatto                          |
| D        | Elio Capradossi  | Spezia           | prestito                                                  |
| D        | Jonathan Silva   | Sporting Lisbona | fine prestito                                             |
| C        | Radja Nainggolan | Inter            | definitivo (38 milioni € più bonus fino a 2 milioni €)    |
| C        | Gerson           | Fiorentina       | prestito                                                  |
| C        | Maxime Gonalons  | Siviglia         | prestito                                                  |
| C        | Kevin Strootman  | Marsiglia        | definitivo (25 milioni € più bonus fino a 3 milioni €)    |
| A        | Mirko Antonucci  | Pescara          | prestito                                                  |
| A        | Juan Iturbe      | Club Tijuana     | definitivo                                                |
| A        | Grégoire Defrel  | Sampdoria        | prestito con diritto di riscatto                          |
| A        | Marco Tumminello | Atalanta         | definitivo (5 milioni € più bonus)                        |
| A        | Edoardo Soleri   | Almere City      | prestito                                                  |
| A        | Sadiq Umar       | Rangers          | prestito                                                  |
| A        | Daniele Verde    | Real Valladolid  | prestito                                                  |

### Sessione invernale(dal 3/01 al 31/01)
| Acquisti | Acquisti       | Acquisti    | Acquisti      |
| R.       | Nome           | da          | Modalità      |
| -------- | -------------- | ----------- | ------------- |
| A        | Sadiq Umar     | Rangers     | fine prestito |
| A        | Edoardo Soleri | Almere City | fine prestito |

| Cessioni | Cessioni        | Cessioni | Cessioni |
| R.       | Nome            | a        | Modalità |
| -------- | --------------- | -------- | -------- |
| D        | Luca Pellegrini | Cagliari | prestito |
| A        | Edoardo Soleri  | Braga B  | prestito |
| A        | Sadiq Umar      | Perugia  | prestito |

## Risultati

### Serie A

#### Girone di andata
| Arbitro: | Di Bello (Brindisi) |

|  |           |           |
|  | Marcatori | 89’ Džeko |

| Arbitro: | Fabbri (Ravenna) |

|                                     |           |                                 |
| Pastore 2’ Florenzi 60’ Manōlas 82’ | Marcatori | 19’ Castagne 22’, 38’ E. Rigoni |

| Arbitro: | Guida (Torre Annunziata) |

|                          |           |           |
| Kessié 40’ Cutrone 90+5’ | Marcatori | 59’ Fazio |

| Arbitro: | Mazzoleni (Bergamo) |

|                               |           |                         |
| El Shaarawy 10’ Cristante 30’ | Marcatori | 52’ Birsa 83’ Stepinski |

| Arbitro: | Massa (Imperia) |

|                             |           |  |
| Mattiello 36’ Santander 59’ | Marcatori |  |

| Arbitro: | Di Bello (Brindisi) |

|                                                  |           |  |
| Ünder 2’ Pastore 28’ El Shaarawy 35’ Kolarov 87’ | Marcatori |  |

| Arbitro: | Rocchi (Firenze) |

|                                      |           |              |
| Pellegrini 45’ Kolarov 71’ Fazio 86’ | Marcatori | 67’ Immobile |

| Arbitro: | Mazzoleni (Bergamo) |

|  |           |                      |
|  | Marcatori | 36’ Nzonzi 85’ Džeko |

| Arbitro: | Pairetto (Nichelino) |

|  |           |                                 |
|  | Marcatori | 38’ (rig.) Petagna 56’ Bonifazi |

| Arbitro: | Massa (Imperia) |

|             |           |                 |
| Mertens 90’ | Marcatori | 14’ El Shaarawy |

| Arbitro: | Banti (Livorno) |

|                     |           |              |
| Veretout 33’ (rig.) | Marcatori | 85’ Florenzi |

| Arbitro: | Irrati (Pistoia) |

|                                             |           |            |
| Jesus 19’ Schick 59’ El Shaarawy 72’, 90+3’ | Marcatori | 89’ Defrel |

| Arbitro: | Fabbri (Ravenna) |

|             |           |  |
| de Paul 54’ | Marcatori |  |

| Arbitro: | Rocchi (Firenze) |

|                              |           |                      |
| Ünder 51’ Kolarov 74’ (rig.) | Marcatori | 37’ Baldé 66’ Icardi |

| Arbitro: | Mazzoleni (Bergamo) |

|                      |           |                           |
| Ionita 84’ Sau 90+5’ | Marcatori | 14’ Cristante 41’ Kolarov |

| Arbitro: | Di Bello (Brindisi) |

|                                      |           |                          |
| Fazio 31’ Kluivert 45’ Cristante 59’ | Marcatori | 17’ Piątek 33’ Hiljemark |

| Arbitro: | Massa (Imperia) |

|               |           |  |
| Mandžukić 35’ | Marcatori |  |

| Arbitro: | Giacomelli (Trieste) |

|                                          |           |             |
| Perotti 8’ (rig.) Schick 23’ Zaniolo 59’ | Marcatori | 90’ Babacar |

| Arbitro: | Manganiello (Pinerolo) |

|  |           |                         |
|  | Marcatori | 58’ Cristante 75’ Under |

#### Girone di ritorno
| Arbitro: | Giacomelli (Trieste) |

|                                                |           |                        |
| Zaniolo 15’ Kolarov 34’ (rig.) El Shaarawy 73’ | Marcatori | 51’ Rincon 67’ Ansaldi |

| Arbitro: | Calvarese (Teramo) |

|                                      |           |                               |
| Castagne 45’ Toloi 59’ D. Zapata 71’ | Marcatori | 3’, 33’ Džeko 40’ El Shaarawy |

| Arbitro: | Maresca (Napoli) |

|             |           |            |
| Zaniolo 46’ | Marcatori | 26’ Piątek |

| Arbitro: | Abisso (Palermo) |

|  |           |                                      |
|  | Marcatori | 9’ El Shaarawy 18’ Džeko 51’ Kolarov |

| Arbitro: | Di Bello (Brindisi) |

|                              |           |             |
| Kolarov 55’ (rig.) Fazio 73’ | Marcatori | 84’ Sansone |

| Arbitro: | Manganiello (Pinerolo) |

|                        |           |                                 |
| Ciano 5’ Pinamonti 80’ | Marcatori | 30’, 90+5’ Džeko 31’ Pellegrini |

| Arbitro: | Mazzoleni (Bergamo) |

|                                             |           |  |
| Caicedo 12’ Immobile 73’ (rig.) Cataldi 89’ | Marcatori |  |

| Arbitro: | Maresca (Napoli) |

|                           |           |                  |
| El Shaarawy 9’ Schick 33’ | Marcatori | 12’ (aut.) Jesus |

| Arbitro: | Rocchi (Firenze) |

|                              |           |                    |
| Fares 22’ Petagna 60’ (rig.) | Marcatori | 53’ (rig.) Perotti |

| Arbitro: | Calvarese (Teramo) |

|                      |           |                                           |
| Perotti 45+4’ (rig.) | Marcatori | 2’ Milik 49’ Mertens 54’ Verdi 81’ Younes |

| Arbitro: | Massa (Imperia) |

|                         |           |                             |
| Zaniolo 14’ Perotti 57’ | Marcatori | 12’ Ge. Pezzella 51’ Gerson |

| Arbitro: | Mazzoleni (Bergamo) |

|  |           |              |
|  | Marcatori | 75’ De Rossi |

| Arbitro: | Di Bello (Brindisi) |

|           |           |  |
| Džeko 67’ | Marcatori |  |

| Arbitro: | Guida (Torre Annunziata) |

|             |           |                 |
| Perisic 61’ | Marcatori | 14’ El Shaarawy |

| Arbitro: | Manganiello (Pinerolo) |

|                                 |           |  |
| Fazio 5’ Pastore 8’ Kolarov 86’ | Marcatori |  |

| Arbitro: | Mazzoleni (Bergamo) |

|              |           |                 |
| Romero 90+1’ | Marcatori | 82’ El Shaarawy |

| Arbitro: | Massa (Imperia) |

|                          |           |  |
| Florenzi 79’ Džeko 90+2’ | Marcatori |  |

| Reggio nell'Emilia 18 maggio 2019, ore 20:30 CEST 37ª giornata | Sassuolo         | 0 – 0 referto | Roma | Mapei Stadium (12 914 spett.)\| Arbitro: \| Maresca (Napoli) \| |
| Arbitro:                                                       | Maresca (Napoli) |               |      |                                                                 |

| Arbitro: | Mazzoleni (Bergamo) |

|                                 |           |              |
| Gagliolo 35’ (aut.) Perotti 89’ | Marcatori | 86’ Gervinho |

### Coppa Italia

#### Fase finale
| Arbitro: | Di Paolo (Avezzano) |

|                                          |           |  |
| Schick 1’, 47’ Marcano 45+2’ Pastore 75’ | Marcatori |  |

| Arbitro: | Manganiello (Pinerolo) |

|                                                             |           |             |
| Chiesa 7’, 18’, 74’ Muriel 33’ Benassi 66’ Simeone 79’, 89’ | Marcatori | 28’ Kolarov |

### UEFA Champions League

#### Fase a gironi
| Arbitro: | Kuipers |

|                                    |           |  |
| Isco 45’ Bale 58’ Díaz Mejia 90+1’ | Marcatori |  |

| Arbitro: | Raczkowski |

|                                             |           |  |
| Džeko 3’, 40’, 90+2’ Under 64’ Kluivert 73’ | Marcatori |  |

| Arbitro: | Sidiropoulos |

|                          |           |  |
| Džeko 30’, 43’ Under 50’ | Marcatori |  |

| Arbitro: | Çakır |

|                |           |                           |
| Sigurðsson 50’ | Marcatori | 4’ Manolas 59’ Pellegrini |

| Arbitro: | Turpin |

|  |           |                      |
|  | Marcatori | 47’ Bale 59’ Vazquez |

| Arbitro: | Taylor |

|                       |           |           |
| Kovarik 62’ Chory 72’ | Marcatori | 67’ Under |

#### Fase a eliminazione diretta
| Arbitro: | Makkelie |

|                  |           |            |
| Zaniolo 70’, 76’ | Marcatori | 79’ Adrián |

| Arbitro: | Cakir |

|                                          |           |                     |
| Soares 26’ Marega 52’ Telles 117’ (rig.) | Marcatori | 37’ (rig.) De Rossi |

## Statistiche
Statistiche aggiornate al 26 maggio 2019.

### Statistiche di squadra
| Competizione     | Punti | In casa | In casa | In casa | In casa | In casa | In casa | In trasferta | In trasferta | In trasferta | In trasferta | In trasferta | In trasferta | Totale | Totale | Totale | Totale | Totale | Totale | DR |
| Competizione     | Punti | G       | V       | N       | P       | Gf      | Gs      | G            | V            | N            | P            | Gf           | Gs           | G      | V      | N      | P      | Gf     | Gs     | DR |
| ---------------- | ----- | ------- | ------- | ------- | ------- | ------- | ------- | ------------ | ------------ | ------------ | ------------ | ------------ | ------------ | ------ | ------ | ------ | ------ | ------ | ------ | -- |
| Serie A          | 66    | 19      | 12      | 5       | 2       | 43      | 26      | 19           | 6            | 7            | 6            | 23           | 22           | 38     | 18     | 12     | 8      | 66     | 48     | 18 |
| Coppa Italia     | -     | 1       | 1       | 0       | 0       | 4       | 0       | 1            | 0            | 0            | 1            | 1            | 7            | 2      | 1      | 0      | 1      | 5      | 7      | −2 |
| Champions League | -     | 4       | 3       | 0       | 1       | 10      | 3       | 4            | 1            | 0            | 3            | 4            | 9            | 8      | 4      | 0      | 4      | 14     | 12     | 2  |
| Totale           | -     | 24      | 16      | 5       | 3       | 57      | 29      | 23           | 7            | 6            | 10           | 28           | 38           | 48     | 23     | 12     | 13     | 85     | 67     | 18 |

### Andamento in campionato
| Giornata  | 1 | 2 | 3 | 4  | 5  | 6  | 7 | 8 | 9 | 10 | 11 | 12 | 13 | 14 | 15 | 16 | 17 | 18 | 19 | 20 | 21 | 22 | 23 | 24 | 25 | 26 | 27 | 28 | 29 | 30 | 31 | 32 | 33 | 34 | 35 | 36 | 37 | 38 |
| --------- | - | - | - | -- | -- | -- | - | - | - | -- | -- | -- | -- | -- | -- | -- | -- | -- | -- | -- | -- | -- | -- | -- | -- | -- | -- | -- | -- | -- | -- | -- | -- | -- | -- | -- | -- | -- |
| Luogo     | T | C | T | C  | T  | C  | C | T | C | T  | T  | C  | T  | C  | T  | C  | T  | C  | T  | C  | T  | C  | T  | C  | T  | T  | C  | T  | C  | C  | T  | C  | T  | C  | T  | C  | T  | C  |
| Risultato | V | N | P | N  | P  | V  | V | V | P | N  | N  | V  | P  | N  | N  | V  | P  | V  | V  | V  | N  | N  | V  | V  | V  | P  | V  | P  | P  | N  | V  | V  | N  | V  | N  | V  | N  | V  |
| Posizione | 1 | 4 | 7 | 10 | 13 | 10 | 9 | 6 | 7 | 6  | 8  | 6  | 7  | 7  | 7  | 6  | 9  | 7  | 6  | 5  | 5  | 6  | 6  | 5  | 5  | 5  | 5  | 5  | 6  | 7  | 6  | 5  | 6  | 5  | 6  | 6  | 6  | 6  |

Fonte:  Serie A – Classifiche, su sport.sky.it. URL consultato il 1º luglio 2018 (archiviato dall'url originale l'11 settembre 2014).
Legenda:

Luogo: C = Casa; T = Trasferta. Risultato: V = Vittoria; N = Pareggio; P = Sconfitta.

### Statistiche dei giocatori
Sono in corsivo i calciatori che hanno lasciato la società a stagione in corso. Tra parentesi le autoreti.
| Giocatore      | Serie A  | Serie A | Serie A     | Serie A    | Coppa Italia | Coppa Italia | Coppa Italia | Coppa Italia | Champions League | Champions League | Champions League | Champions League | Totale   | Totale | Totale      | Totale     |
| Giocatore      | Presenze | Reti    | Ammonizioni | Espulsioni | Presenze     | Reti         | Ammonizioni  | Espulsioni   | Presenze         | Reti             | Ammonizioni      | Espulsioni       | Presenze | Reti   | Ammonizioni | Espulsioni |
| -------------- | -------- | ------- | ----------- | ---------- | ------------ | ------------ | ------------ | ------------ | ---------------- | ---------------- | ---------------- | ---------------- | -------- | ------ | ----------- | ---------- |
| W. Bianda      | 0        | 0       | 0           | 0          | 0            | 0            | 0            | 0            | 0                | 0                | 0                | 0                | 0        | 0      | 0           | 0          |
| M. Cardinali   | 0        | 0       | 0           | 0          | 0            | 0            | 0            | 0            | 0                | 0                | 0                | 0                | 0        | 0      | 0           | 0          |
| A. Ćorić       | 2        | 0       | 0           | 0          | 0            | 0            | 0            | 0            | 1                | 0                | 0                | 0                | 3        | 0      | 0           | 0          |
| B. Cristante   | 35       | 4       | 9           | 0          | 2            | 0            | 0            | 0            | 7                | 0                | 0                | 0                | 44       | 4      | 9           | 0          |
| D. De Rossi    | 18       | 1       | 3           | 0          | 1            | 0            | 0            | 0            | 4                | 1                | 1                | 0                | 23       | 2      | 4           | 0          |
| E. Džeko       | 33       | 9       | 9           | 0          | 1            | 0            | 0            | 1            | 6                | 5                | 1                | 0                | 40       | 14     | 10          | 1          |
| S. El Shaarawy | 28       | 11      | 2           | 0          | 1            | 0            | 1            | 0            | 4                | 0                | 1                | 0                | 33       | 11     | 4           | 0          |
| F. Fazio       | 34       | 5       | 6           | 0          | 2            | 0            | 0            | 0            | 6                | 0                | 0                | 0                | 42       | 5      | 6           | 0          |
| A. Florenzi    | 29       | 3       | 4           | 1          | 1            | 0            | 0            | 0            | 8                | 0                | 1                | 0                | 38       | 3      | 5           | 1          |
| D. Fuzato      | 0        | 0       | 0           | 0          | 0            | 0            | 0            | 0            | 0                | 0                | 0                | 0                | 0        | 0      | 0           | 0          |
| S. Greco       | 0        | 0       | 0           | 0          | 0            | 0            | 0            | 0            | 0                | 0                | 0                | 0                | 0        | 0      | 0           | 0          |
| Juan Jesus     | 20       | 1       | 3           | 0          | 1            | 0            | 0            | 0            | 3                | 0                | 0                | 0                | 24       | 1      | 3           | 0          |
| R. Karsdorp    | 11       | 0       | 1           | 0          | 1            | 0            | 0            | 0            | 1                | 0                | 1                | 0                | 13       | 0      | 2           | 0          |
| J. Kluivert    | 29       | 1       | 2           | 0          | 1            | 0            | 0            | 0            | 5                | 1                | 1                | 0                | 35       | 2      | 3           | 0          |
| A. Kolarov     | 33       | 8       | 7           | 1          | 2            | 1            | 0            | 0            | 8                | 0                | 0                | 0                | 43       | 9      | 7           | 1          |
| K. Manōlas     | 27       | 1       | 6           | 0          | 1            | 0            | 0            | 0            | 7                | 1                | 0                | 0                | 35       | 2      | 6           | 0          |
| I. Marcano     | 10       | 0       | 0           | 0          | 1            | 1            | 0            | 0            | 2                | 0                | 0                | 0                | 13       | 1      | 0           | 0          |
| A. Mirante     | 11       | -6      | 0           | 0          | 0            | 0            | 0            | 0            | 2                | -3               | 0                | 0                | 13       | -9     | 0           | 0          |
| S. Nzonzi      | 30       | 1       | 7           | 0          | 1            | 1            | 0            | 0            | 8                | 0                | 0                | 0                | 39       | 2      | 7           | 0          |
| R. Olsen       | 27       | -42     | 2           | 0          | 2            | -7           | 0            | 0            | 6                | -9               | 0                | 0                | 35       | -58    | 2           | 0          |
| J. Pastore     | 14       | 3       | 0           | 0          | 2            | 1            | 0            | 0            | 1                | 0                | 0                | 0                | 17       | 4      | 0           | 0          |
| Lo. Pellegrini | 25       | 2       | 5           | 0          | 2            | 0            | 1            | 0            | 6                | 1                | 1                | 0                | 33       | 3      | 7           | 0          |
| Lu. Pellegrini | 4        | 0       | 2           | 0          | 0            | 0            | 0            | 0            | 2                | 0                | 2                | 1                | 6        | 0      | 4           | 1          |
| D. Perotti     | 13       | 5       | 2           | 0          | 0            | 0            | 0            | 0            | 2                | 0                | 0                | 0                | 15       | 5      | 2           | 0          |
| A. Riccardi    | 0        | 0       | 0           | 0          | 1            | 0            | 0            | 0            | 0                | 0                | 0                | 0                | 1        | 0      | 0           | 0          |
| D. Santon      | 17       | 0       | 0           | 0          | 0            | 0            | 0            | 0            | 4                | 0                | 0                | 0                | 21       | 0      | 0           | 0          |
| P. Schick      | 24       | 3       | 4           | 0          | 2            | 2            | 0            | 0            | 6                | 0                | 1                | 0                | 32       | 5      | 5           | 0          |
| K. Strootman   | 1        | 0       | 0           | 0          | 0            | 0            | 0            | 0            | 0                | 0                | 0                | 0                | 1        | 0      | 0           | 0          |
| C. Ünder       | 26       | 3       | 1           | 0          | 1            | 0            | 0            | 0            | 6                | 3                | 0                | 0                | 33       | 6      | 1           | 0          |
| N. Zaniolo     | 27       | 4       | 7           | 0          | 2            | 0            | 1            | 0            | 7                | 2                | 2                | 0                | 36       | 6      | 10          | 0          |
| Ž. Celar       | 1        | 0       | 0           | 0          | 0            | 0            | 0            | 0            | 0                | 0                | 0                | 0                | 1        | 0      | 0           | 0          |

## Giovanili

### Organigramma societario
Responsabile Settore Giovanile: B. Conti

Primavera

Allenatore: A. De Rossi

Under 17

Allenatore: S. Tovalieri

Under 16

Allenatore: A.Rubinacci

Under 15

Allenatore: F. Coppitelli

Pulcini

Allenatore: P. Donadio

### Piazzamenti

#### Primavera
- Campionato: Semifinale[73] - 3º posto nella regular season.
- Coppa Italia: Quarti di finale.[74]
- Youth League: Play-off.[75]